# Ģ (латиниця)
Ģ, ģ — літера розширеної латиниці. 
Використовується в латиській мові, де є 11 літерою алфавіту і позначає звук [ɟ]. Протиставляється глухому Ķ, що означає звук [c]. Літера часто зустрічається у словах іноземного походження, особливо у запозиченнях XVII століття і раніше.
Літера (поряд з іншими літерами з седиллю) введена в латиський алфавіт у 1908 році комісією під керівництвом К. Мюленбаха, і в 1919 ця версія алфавіту була офіційно затверджена. За відсутності у шрифті символу, що використовується, він може заміщатися буквосполученням gj.
Буква також використовувалася в латинському саамському алфавіті середини 1930-х років.
Використовується в Українській латиниці ISO 9 замість букви Ӷ